# مهبد (فرستاده)
مهبد (پارسی میانه: Mahbodh) یکی از فرماندهان نظامی ایرانی در زمان شاهنشاه خسرو انوشیروان ساسانی (حک. ۵۳۱–۵۷۹) از خاندان سورن سیستان بود. او پسر چهرگشنسپ یا مهبود (مهبود ممکن است پدربزرگ او نیز باشد) بود. مهبد فرستاده خسرو در دربار امپراتور ژوستین دوم (حک. ۵۶۵–۵۷۸) به شمار می‌رفت.